# Brooke’s Point
Brooke’s Point ist eine philippinische Stadtgemeinde in der Provinz Palawan. Die Stadtgemeinde wurde am 28. Juni 1949 aus dem Gemeindedistrikt Brooke’s Point gegründet. Brooke’s Point wurde nach seinem Gründer James Brooke benannt. Zwanzig Kilometer vor der Gemeinde, im Südwesten, liegt das unter Vogelkundlern bekannte Ursula Island Game Refuge and Bird Sanctuary in der Sulusee.
In der Gemeinde befindet sich ein Campus der Western Philippines University und der Palawan State University.

## Baranggays
Brooke’s Point ist politisch in 18 Baranggays unterteilt.
- Amas
- Aribungos
- Barong-barong
- Calasaguen
- Imulnod
- Ipilan
- Maasin
- Mainit
- Malis
- Mambalot
- Oring-oring
- Pangobilian
- Poblacion I
- Poblacion II
- Salogon
- Samariñana
- Saraza
- Tubtub